# Songs from the Kitchen Disco
Songs from the Kitchen Disco è un album di raccolta della cantante britannica Sophie Ellis-Bextor, pubblicato nel 2020.

## Tracce
1. Groovejet (If This Ain't Love) (2020) (re-recording of the 2000 single) – 3:46
2. Take Me Home (A Girl Like Me) – 4:06
3. Murder on the Dancefloor – 3:50
4. Get Over You – 3:15
5. Music Gets the Best of Me – 3:38
6. Mixed Up World – 3:43
7. Catch You – 3:19
8. Me and My Imagination – 3:25
9. Today the Sun's on Us – 4:16
10. Bittersweet – 3:28
11. Starlight – 4:19
12. Not Giving Up on Love – 2:53
13. Heartbreak (Make Me a Dancer) – 3:26
14. Young Blood – 4:28 – Harcourt
15. True Faith (BBC Session) (originally by New Order) – 5:02
16. Do You Remember the First Time? (Live) (originally by Pulp) – 4:13
17. Come with Us – 3:56
18. Wild Forever – 4:24
19. Crying at the Discoteque (originally by Alcazar) – 3:50
20. My Favorite Things (originally from The Sound of Music) – 2:38